# USAF Thunderbirds
Los Thunderbirds (en español: «Pájaros trueno») o Escuadrón de Demostración Aérea de la USAF (en inglés USAF Air Demonstration Squadron) es el grupo de vuelo acrobático de la Fuerza Aérea de los Estados Unidos. Formado en 1953, realizó su primera exhibición aérea el 7 de julio de ese mismo año.
El equipo empezó con una formación de tres aeronaves y más tarde se les unió una cuarta. Actualmente, la formación tiene seis aeronaves, más una usada como reserva o para ofrecer vuelos a personalidades.

## Galería de imágenes

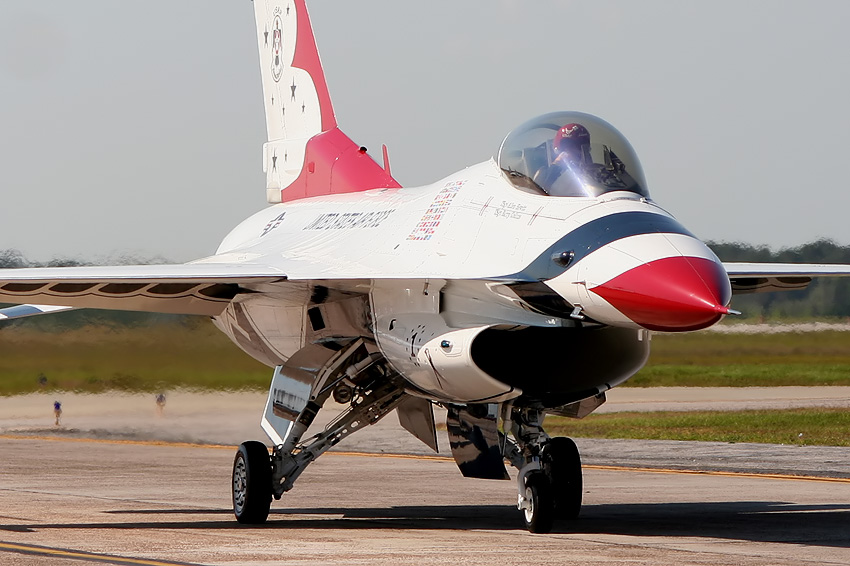
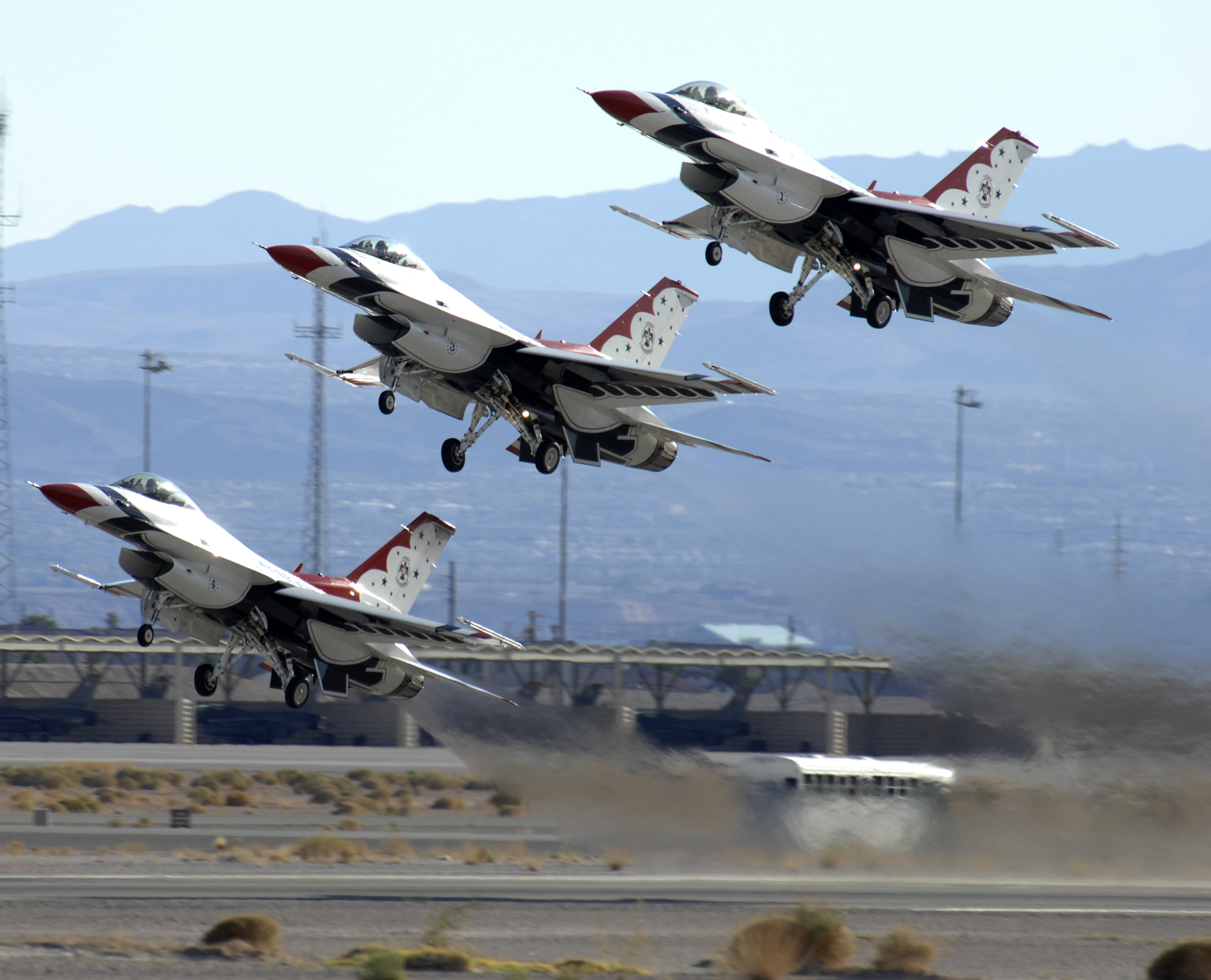
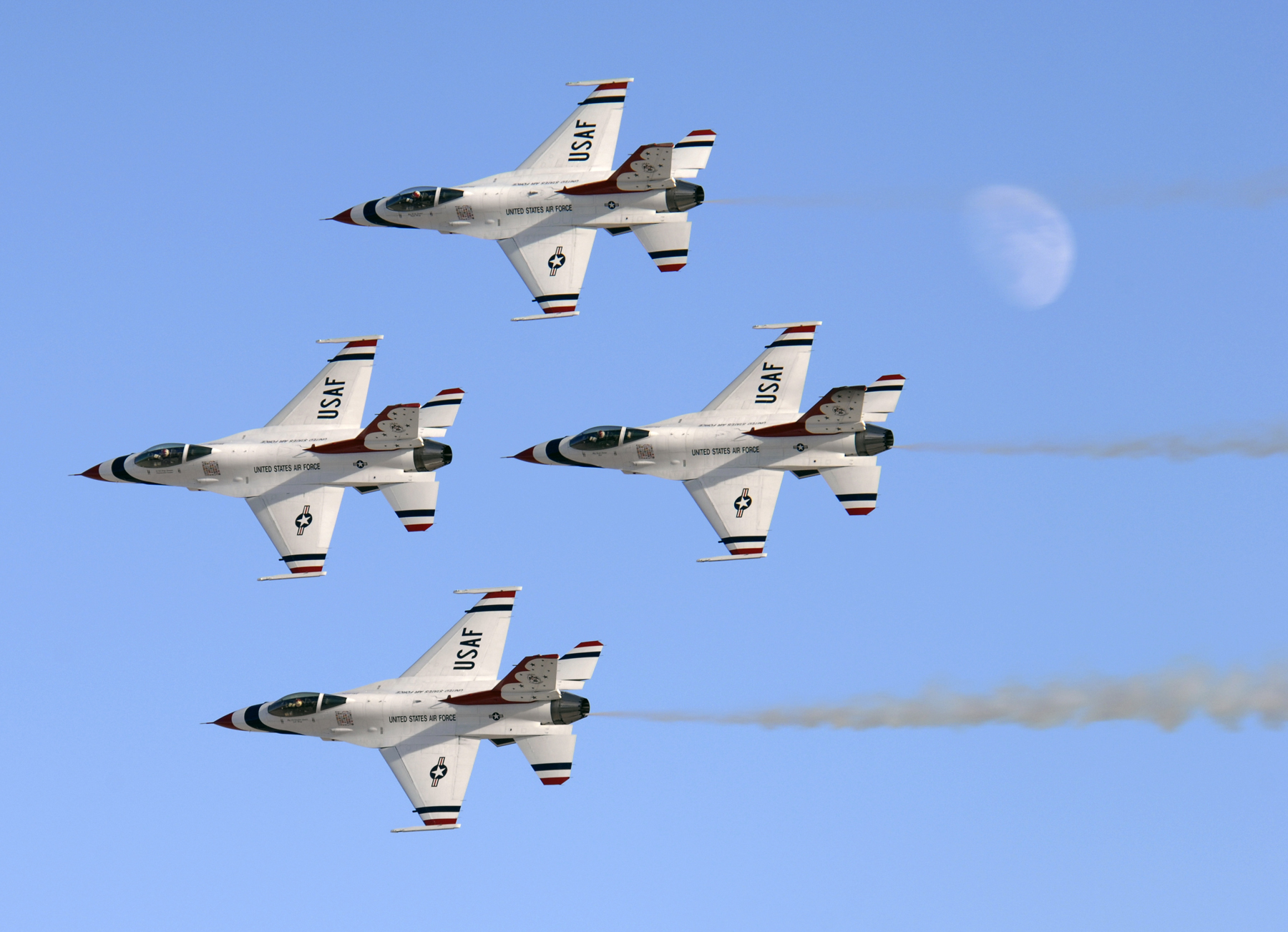
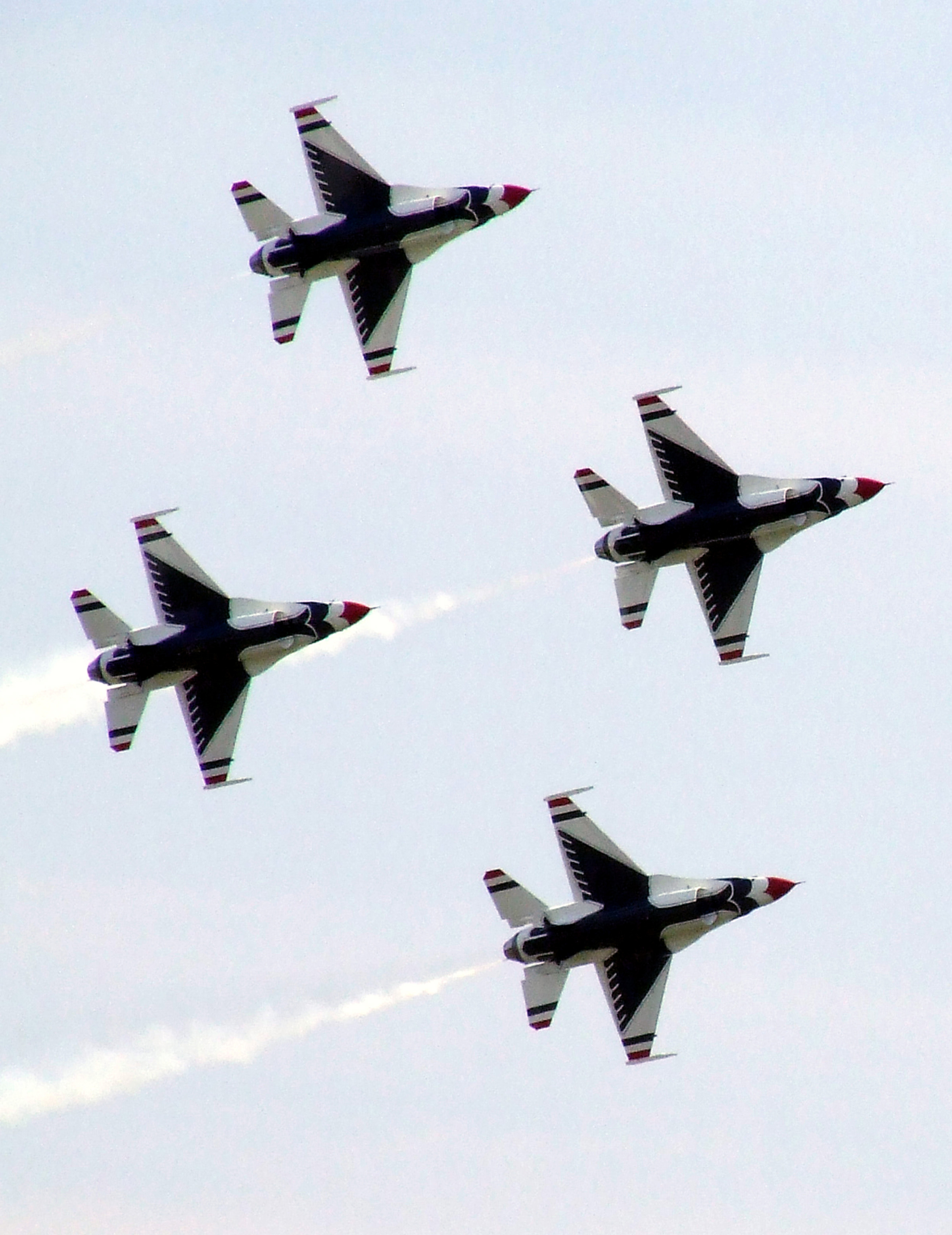
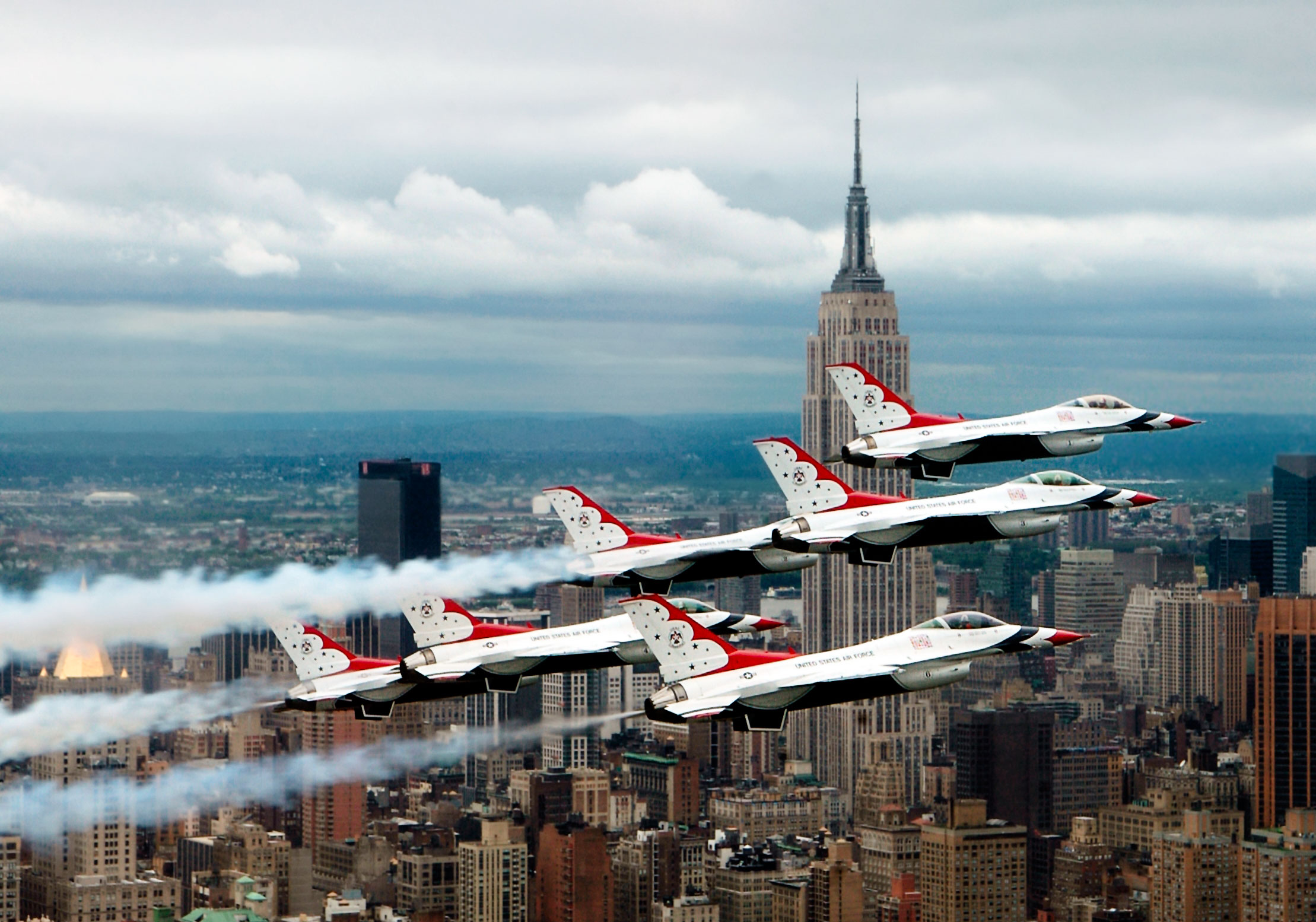
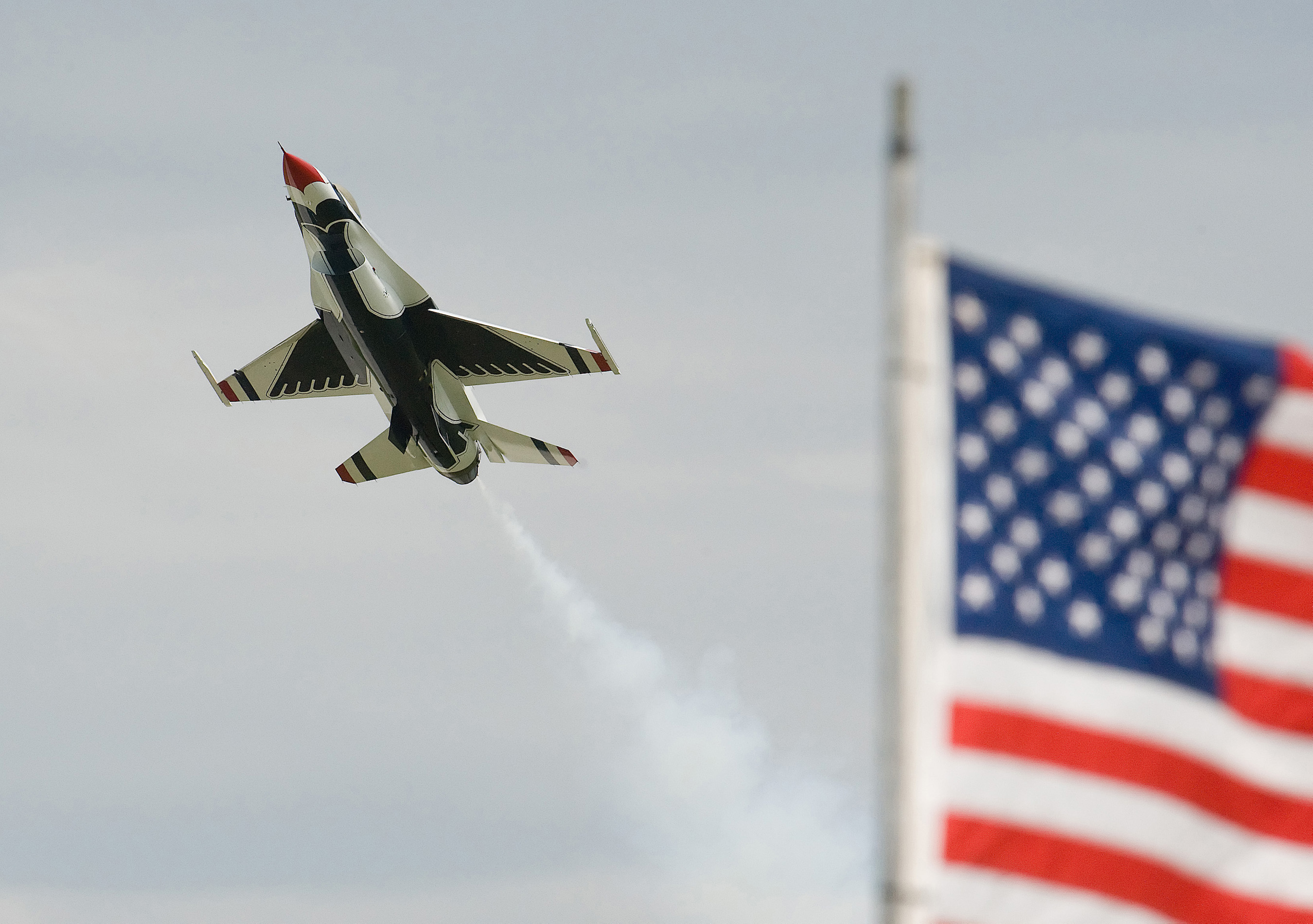
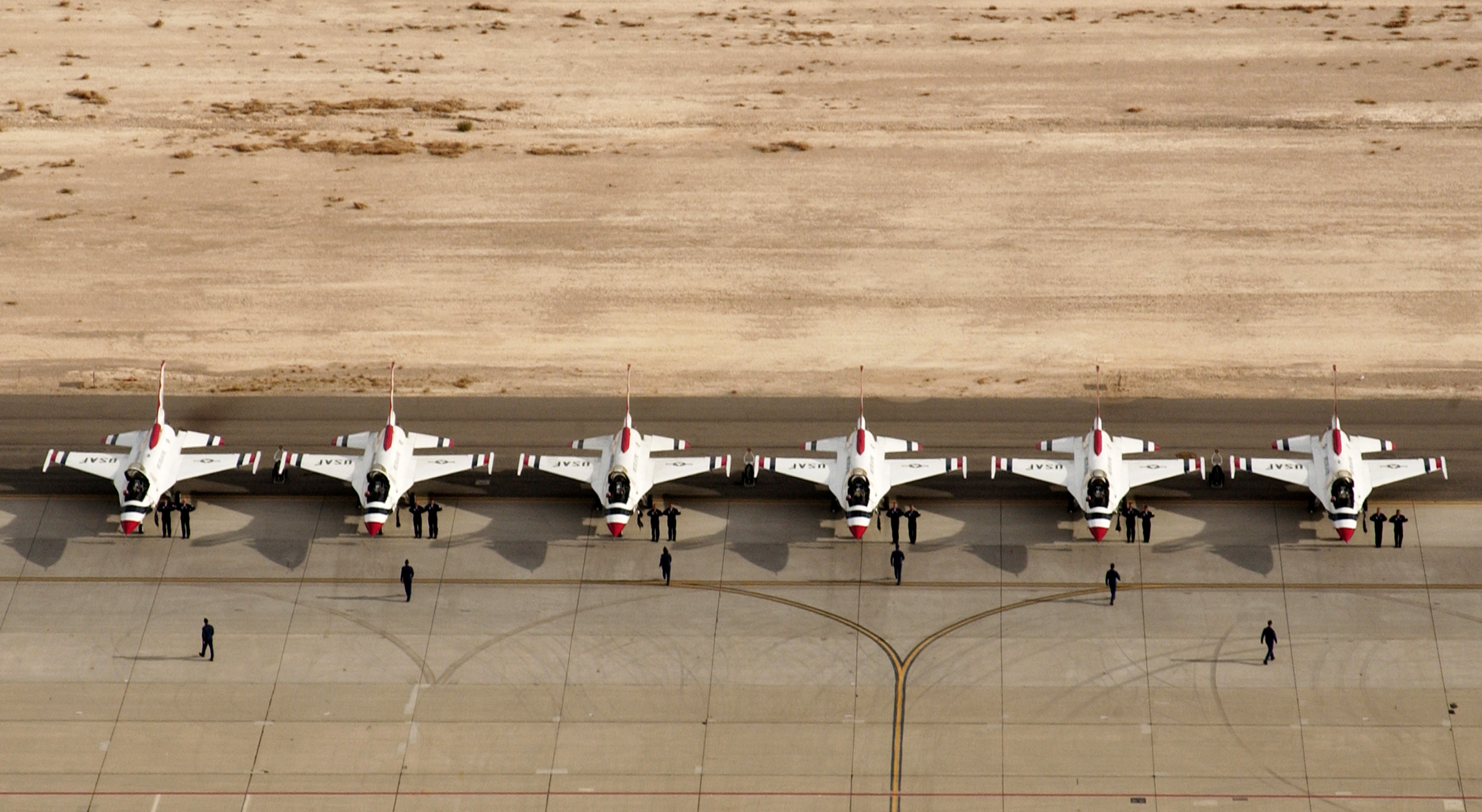
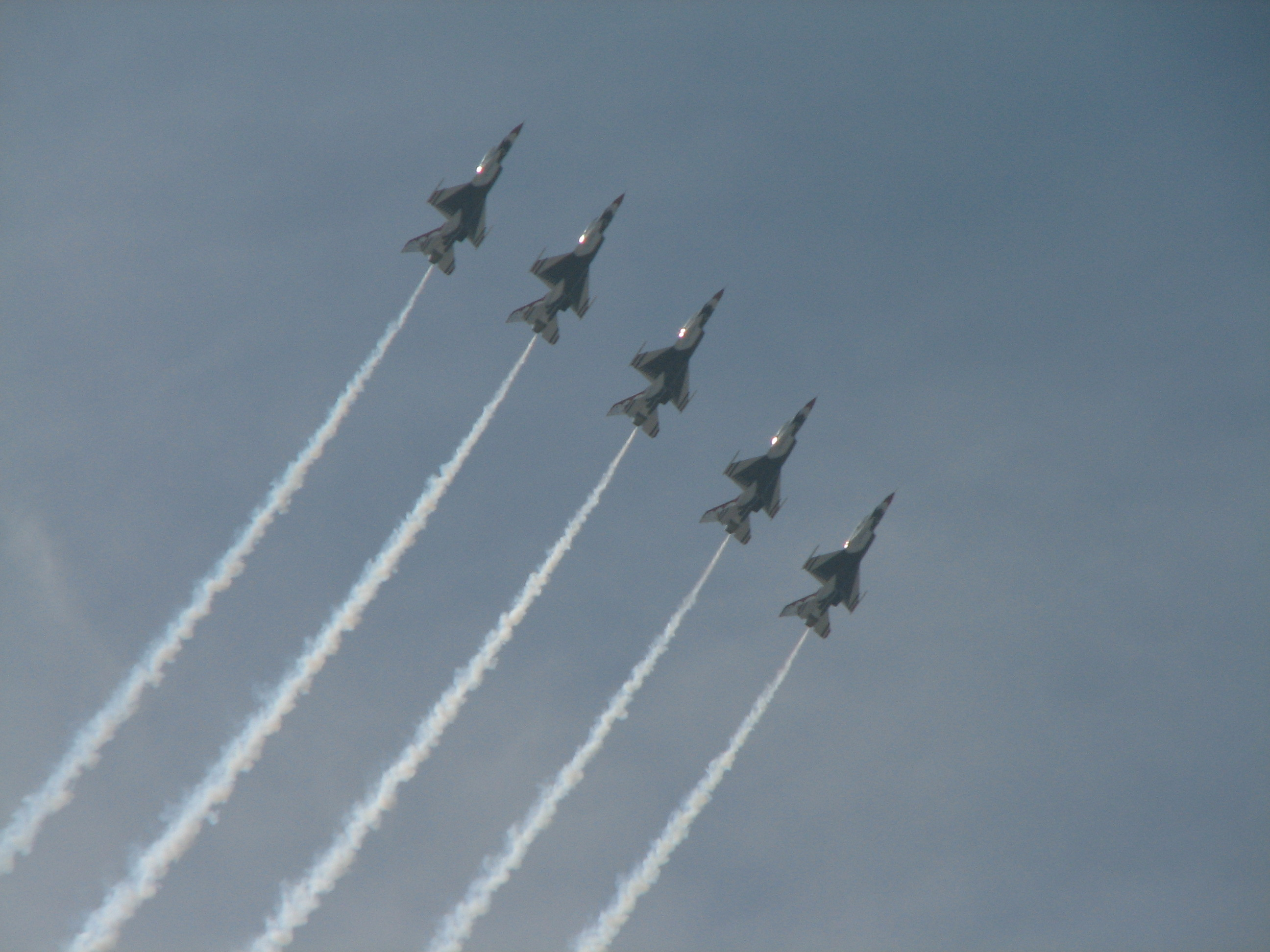
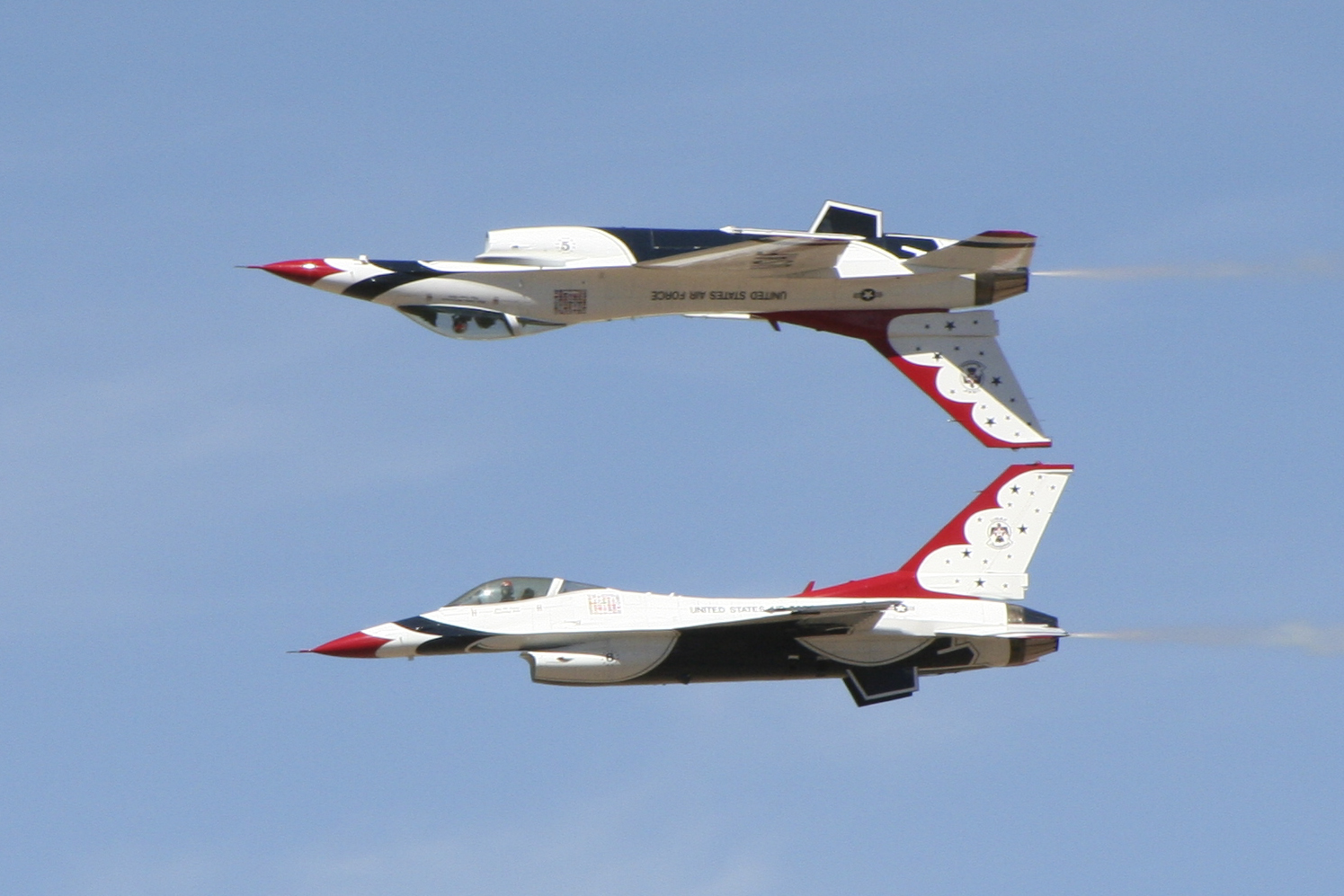
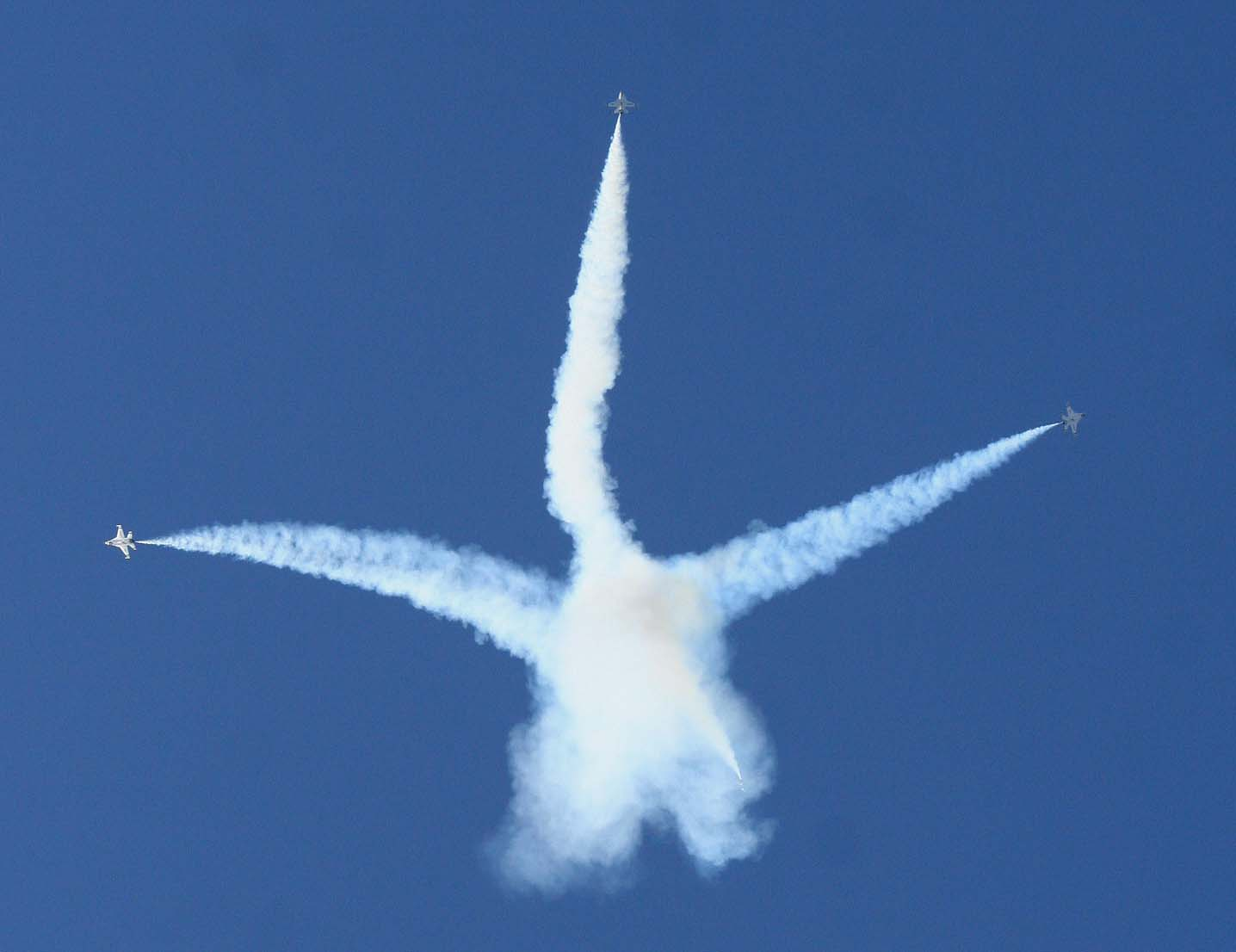
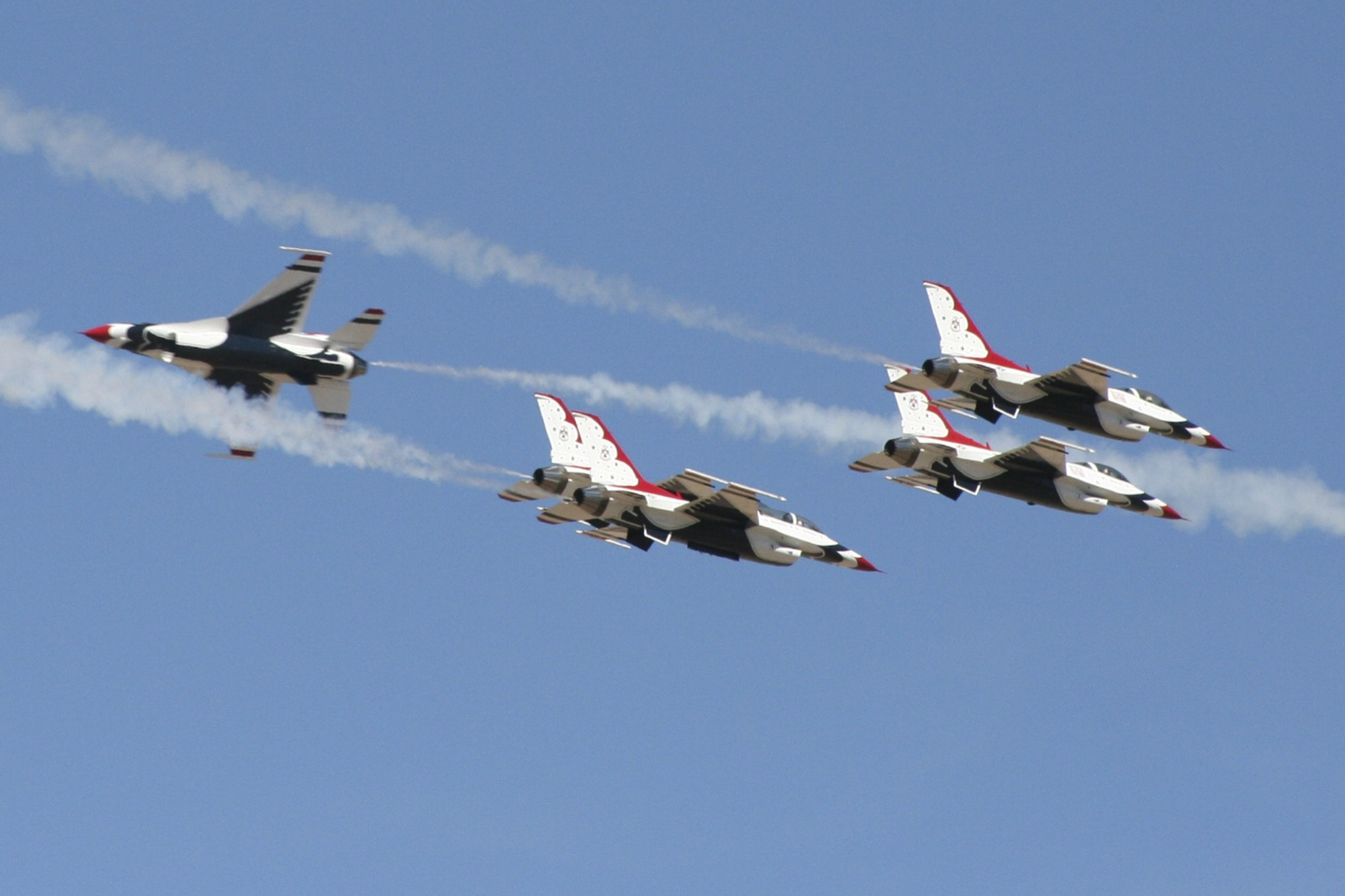
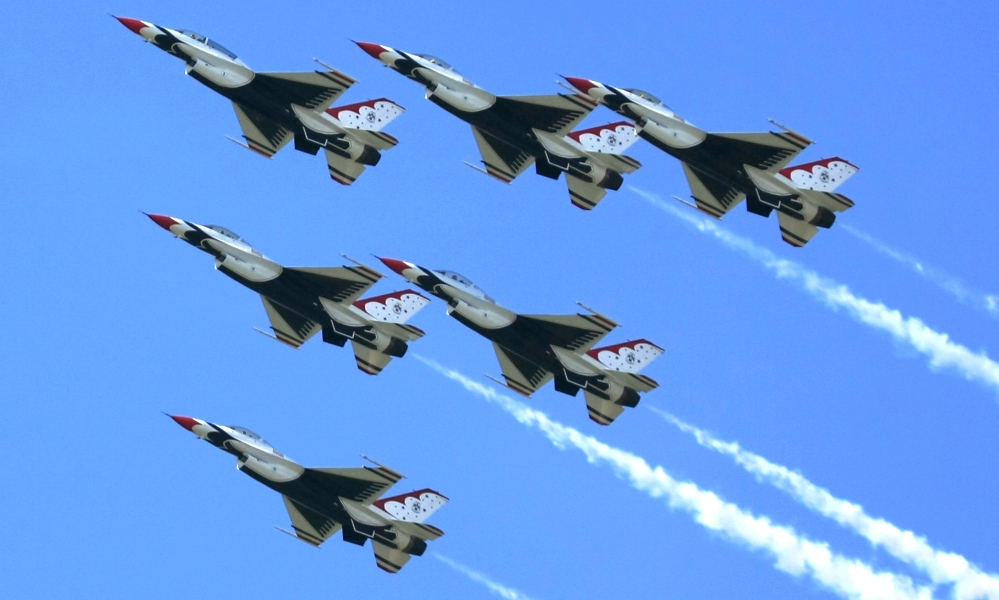

## Aviones utilizados
| Avión                                               | Número | Periodo           |
| --------------------------------------------------- | ------ | ----------------- |
| Republic F-84G Thunderjet                           |        | 1953 - 1954       |
| Republic F-84F Thunderstreak                        |        | 1955 - 1956       |
| North American F-100C Super Sabre                   |        | 1956 - 1963       |
| Republic F-105B Thunderchief                        |        | 1964              |
| North American F-100D Super Sabre                   |        | 1964 - 1968       |
| McDonnell F-4E Phantom II                           |        | 1969 - 1973       |
| Northrop T-38 Talon                                 |        | 1974 - 1981       |
| General Dynamics F-16A/B Fighting Falcon            |        | 1983 - 1991       |
| Lockheed Martin F-16C/D Fighting Falcon (Bloque 32) |        | 1992 - 2008       |
| Lockheed Martin F-16C/D Fighting Falcon (Bloque 52) | 6/2    | 2009 - actualidad |